# Hugo Duro
Hugo Duro   (Getafe, 10 de novembre de 1999) és un futbolista espanyol que juga com a davanter al València Club de Futbol de la Primera Divisió espanyola.
Va iniciar estudis universitaris d'Enginyeria mecànica en la Universitat Carles III de Madrid.
L'1 de juny de 2024, es va comprometre amb la pilot valenciana d'automobilisme Nerea Martí.

## Trajectòria

### Inicis
Després de formar-se des dels cinc anys en les categories inferiors de l'equip de la seua ciutat natal, el Getafe Club de Futbol, finalment el 29 d'octubre de 2017 va fer el seu debut amb l'equip filial en un partit contra el Club Deportivo El Álamo després de substituir a Carlos Calderón. Cinc dies abans havia debutat amb el primer equip en un encontre de Copa del Rei contra l'Deportivo Alavés. El 17 de març de 2018 va fer el seu debut en la Primera Divisió espanyola després de substituir a Jorge Molina en un partit contra la Reial Societat de Futbol. El 7 de novembre de 2019 va debutar en competició europea, jugant com a titular contra el F.C Basel en Europa League. El 8 de juliol de 2020 va marcar el seu primer gol amb el primer equip en un partit front el Vila-real CF, després d'eixir minuts abans des de la banqueta.
El 27 d'agost de 2020 es va fer oficial la seva incorporació al Reial Madrid Castella Club de Futbol de la Segona Divisió "B" en qualitat de cedit durant una temporada amb una opció de compra.
El 20 de febrer de 2021, després d'haver marcat vuit gols en els seus dotze primers partits amb el Castella, va debutar amb el primer equip del Reial Madrid Club de Futbol jugant uns minuts en la segona meitat davant el Reial Valladolid Club de Futbol i quatre dies després va debutar en la Lliga de Campions contra l'Atalanta Bergamasca Calci després de substituir a Isco Alarcón en el minut 76, siguent aquest el segon dels tres partits que va disputar en total amb l'equip. Va finalitzar la temporada amb vint partits disputats amb el filial madridista en els quals va marcar dotze gols i que va permetre que l'equip fos un dels debutants en la nova Primera Divisió RFEF a partir de la temporada 2021-22. Els madridistes finalment no van exercir l'opció de compra, i el 31 d'agost va ser cedit al València Club de Futbol.

### València C.F.
El davanter madrileny va arribar al València C.F. cedit amb una opció de compra de quatre milions d'euros. La seua presentació va estar marcada pel seu passat al Getafe C.F. i la recordada narració de Miguel Ángel Román en els quarts de final de la Copa del Rei 2018-19, on Duro va impedir que el seu company, Jorge Molina, introduira el baló a la porteria, donant-se així el famós: "Tocó en Hugo Duro". En la seua primera temporada (2021-22) a Mestalla, Duro va tenir una participació molt destacada a les ordres del tècnic alacantí José Bordalás. Tot i que va començar la temporada a la banqueta, ràpidament es va guanyar l'estima dels aficionats valencianistes, especialment després del doblet que va aconseguir davant l'Atlètic de Madrid, en la remuntada que l'equip xe va materialitzar al temps d'afegit. Duro va ser un dels principals factors pels quals el València va gaudir d'una bona temporada, especialment en copa, on l'equip va aconseguir arribar a la final. En aquell partit decisiu enfront el Reial Betis, Hugo Duro va marcar l'únic gol en un empat dels andalusos amb el conjunt valencianista, que va perdre el títol als penaltis després d'una errada de Yunus Musah. Així i tot, la bona dinàmica del madrileny va convéncer la direcció esportiva del club, que va apostar pel seu fitxatge abans que acabara la temporada, sent adquirit en propietat amb un contracte fins a 2026.

## Estadístiques

### Clubs
A la fi de la temporada 2024/25.
| Club                              | Div.          | Temporada     | Liga  | Liga | Copes nacionals | Copes nacionals | Copes internacionals1 | Copes internacionals1 | Total | Total |
| Club                              | Div.          | Temporada     | Part. | Gols | Part.           | Gols            | Part.                 | Gols                  | Part. | Gols  |
| --------------------------------- | ------------- | ------------- | ----- | ---- | --------------- | --------------- | --------------------- | --------------------- | ----- | ----- |
| Getafe C. F. B · Espanya          | 3.ª           | 2017-18       | 29    | 12   | ―               | ―               | ―                     | ―                     | 29    | 12    |
| Getafe CF · Espanya               | 1a            | 2017-18       | 2     | 0    | 1               | 0               | ―                     | ―                     | 3     | 0     |
| Getafe C. F. "B" · Espanya        | 3.ª           | 2018-19       | 24    | 14   | ―               | ―               | ―                     | ―                     | 24    | 14    |
| Getafe C. F. · Espanya            | 1a            | 2018-19       | 11    | 0    | 3               | 0               | ―                     | ―                     | 14    | 0     |
| Getafe C. F. "B" · Espanya        | 2.ª B         | 2019-20       | 23    | 11   | ―               | ―               | ―                     | ―                     | 23    | 11    |
| Getafe C. F. "B" · Espanya        | Total club    | Total club    | 76    | 37   | 4               | 0               | 0                     | 0                     | 80    | 37    |
| Getafe C. F. · Espanya            | 1a            | 2019-20       | 12    | 1    | 1               | 0               | 2                     | 0                     | 15    | 1     |
| Real Madrid Castilla CF · Espanya | 2.ª B         | 2020-21       | 20    | 12   | ―               | ―               | ―                     | ―                     | 20    | 12    |
| Real Madrid Castilla CF · Espanya | Total club    | Total club    | 20    | 12   | 0               | 0               | 0                     | 0                     | 20    | 12    |
| Reial Madrid CF · Espanya         | 1a            | 2020-21       | 2     | 0    | 0               | 0               | 1                     | 0                     | 3     | 0     |
| Reial Madrid CF · Espanya         | Total club    | Total club    | 2     | 0    | 0               | 0               | 1                     | 0                     | 3     | 0     |
| Getafe C. F. · Espanya            | 1a            | 2021-22       | 1     | 0    | 0               | 0               | ―                     | ―                     | 1     | 0     |
| Getafe C. F. · Espanya            | Total club    | Total club    | 26    | 1    | 5               | 0               | 2                     | 0                     | 33    | 1     |
| València CF · Espanya             | 1a            | 2021-22       | 30    | 7    | 6               | 3               | ―                     | ―                     | 36    | 10    |
| València CF · Espanya             | 1a            | 2022-23       | 30    | 1    | 4               | 1               | ―                     | ―                     | 34    | 2     |
| València CF · Espanya             | 1a            | 2023-24       | 37    | 13   | 2               | 0               | ―                     | ―                     | 39    | 13    |
| València CF · Espanya             | 1a            | 2024-25       | 31    | 11   | 1               | 0               | ―                     | ―                     | 32    | 11    |
| València CF · Espanya             | Total club    | Total club    | 128   | 32   | 13              | 4               | 0                     | 0                     | 141   | 36    |
| Total carrera                     | Total carrera | Total carrera | 252   | 82   | 22              | 4               | 3                     | 0                     | 277   | 86    |

1. Inclou partits de Champions League i de UEFA Europa League.